# トリッカーズ
トリッカーズ（英語: Tricker's）は、イギリスのノーサンプトンに所在するR.E. Tricker Ltdによる、紳士靴、婦人靴、および関連製品のブランド。
ウェールズ公からロイヤルワラントを授与されている。旗艦店はロンドンのジェルマイン・ストリートにある。

## 沿革
- 1829年　ジョセフ・トリッカー（Joseph Tricker）が、農地や不動産を所有する紳士階級向けに靴やカントリーブーツを製造する、R.E. Tricker Ltdを創立する[3]。
- 1904年　ノーサンプトンのセント・ミッチェル通りに、現在も会社が所在している[1]新工場を設立する。
- 1938年　ロンドンにジェルマイン・ストリート店を開店する[4]。

## その他
- 報道で取り上げられる際に、イギリスに現存する最も古い靴メーカーであると紹介されることがある[5]。
- ノーサンプトンが主な舞台である、2005年に公開された映画「キンキーブーツ」の撮影に協力しており、従業員や関係者がクレジットされている[6]。
- BBCの記事によると、同社の売上高の 80% は海外である。